# La Grande Béroche
La Grande Béroche (toponimo francese) è un comune svizzero di 9 029 abitanti del Canton Neuchâtel.

## Geografia fisica
Il comune territorio del comune di La Grande Béroche si estende sulla sponda nordoccidentale del lago di Neuchâtel.

## Storia
In seguito all'esito favorevole del referendum del 27 novembre 2016, il comune di La Grande Béroche è stato istituito il 1º gennaio 2018 con la fusione dei comuni soppressi di Bevaix, Fresens, Gorgier, Montalchez, Saint-Aubin-Sauges (a sua volta istituito nel 1888 con la fusione dei comuni soppressi di Saint-Aubin e Sauges) e Vaumarcus (il quale a sua volta nel 1875-1888 aveva inglobato il comune soppresso di Vernéaz).

## Società

### Evoluzione demografica
L'evoluzione demografica è riportata nella seguente tabella:
Abitanti censiti

## Geografia antropica

### Frazioni
Le frazioni di La Grande Béroche sono:
- Bevaix[8]
- Fresens[9]
- Gorgier[10]
  - Chez-le-Bart
  - Les Prises
- Montalchez[11]
- Saint-Aubin-Sauges[3]
  - Saint-Aubin
  - Sauges
- Vaumarcus[4]
  - Vernéaz[12]

## Infrastrutture e trasporti

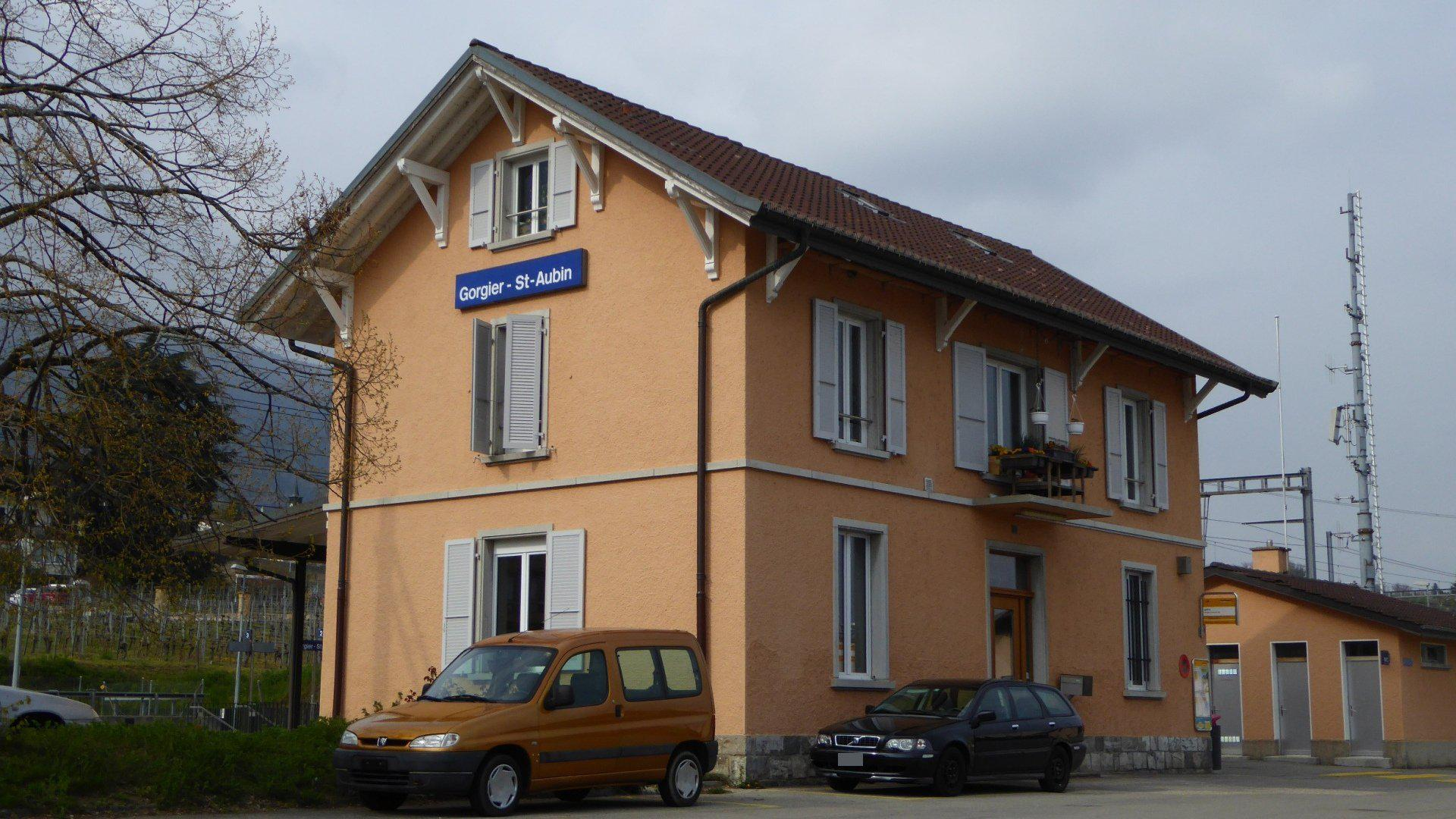
La stazione di Gorgier-St-Aubin

La Grande Béroche è servito dall'autostrada A5 (con le uscite di Bevaix, Saint-Aubin e Vaumarcus), dalla strada principale 5 e dalle stazioni di Bevaix, di Gorgier-St-Aubin e di Vaumarcus sulla ferrovia Losanna-Olten.